# Sternula superciliaris
Il fraticello dell'Amazzonia o sterna beccogiallo (Sternula superciliaris (Vieillot, 1819)), è un uccello della sottofamiglia Sterninae nella famiglia Laridae.

## Sistematica
Sternula superciliaris non ha sottospecie, è monotipica.

## Distribuzione e habitat
Questa sterna vive in tutto il Sudamerica (escluso il Cile), soprattutto nelle regioni amazzoniche ricche di fiumi, laghi o paludi.